# Chunut
Chunut (pl. Chunotachi ili Chunotatl), nekad značajno pleme Yokuts Indijanaca koji su govorili jezikom chauchila i pripadali užoj skupini Southern Valley Yokuts. Živjeli su na ravnicama istočno od jezera Tulare u Kaliforniji na delti Kaweaha. Bili su u neprijateljstvu s plemenom Tadji (Tachi) što su živjeli sjeverno od jezera, ali u dobrim odnosima s brdskim plemenima. 
Živjeli su u velikim komunalnim kućama od tule-trske. Od njihovih sela spominju se Miketsiu i Chuntau. Jezično su im bajsrodniji bili Tachi i Choinok.